# Werner Catel
Werner Julius Eduard Catel (* 27. Juni 1894 in Mannheim; † 30. April 1981 in Kiel) war ein deutscher Kinderarzt und Hochschullehrer, der an der Kinder-„Euthanasie“ in der Zeit des Nationalsozialismus maßgeblich beteiligt war. Er war von 1933 bis 1945 Professor für Kinderheilkunde an der Universität Leipzig und 1951 bis 1960 in gleicher Stellung an der Christian-Albrechts-Universität Kiel tätig.

## Leben
Werner Catel besuchte ab Ostern 1904 das König-Albert-Gymnasium in Leipzig. Nach dem 1913 bestandenen Abitur absolvierte Catel bis 1920 an den Universitäten Freiburg und Halle ein Studium der Medizin, unterbrochen von seiner Teilnahme am Ersten Weltkrieg. In Halle wurde er 1920 zum Dr. med. promoviert. Anschließend arbeitete er als Assistent am dortigen anatomischen und pharmakologischen Institut. 1922 wurde er unter Georg Bessau Assistent an der Universitätskinderklinik Leipzig. Catel begegnete 1924 Alfred Hoche in Innsbruck, einem Psychiater, der gemeinsam mit dem Juristen Karl Binding die Schrift Die Freigabe der Vernichtung lebensunwerten Lebens. Ihr Maß und ihre Form verfasst hatte, die Catel wohl maßgeblich beeinflusst hat.
Nach der Habilitation über den Einfluss verschiedener Ernährungsweise auf Motilität und Reizbarkeit des Dünndarms von Ratten wurde Catel 1926 Privatdozent und 1931 nichtplanmäßiger außerordentlicher Professor für Kinderheilkunde an der Medizinischen Fakultät der Universität Leipzig. Bessau ging 1932 an die Charité und nahm den von ihm geschätzten Catel, der inzwischen 1932 Oberarzt geworden war, mit nach Berlin.

### Zeit des Nationalsozialismus
Als der nach Bessaus Weggang kommissarisch eingesetzte und wegen seiner jüdischen Herkunft zunehmend angefeindete Direktor der Leipziger Kinderklinik, Siegfried Rosenbaum, im April 1933 aus dem Dienst gedrängt wurde, erhielt Catel die Berufung nach Leipzig. Nun war er ordentlicher Professor für Kinderheilkunde an der Universität Leipzig und bis 1946 Direktor der Universitätskinderklinik Leipzig.
Catel trat 1933 dem NS-Ärztebund und dem Opferring der NSDAP, 1936 dem NS-Dozentenbund sowie der NS-Volkswohlfahrt bei. Am 20. Juni 1937 beantragte er die Aufnahme in die NSDAP und wurde rückwirkend zum 1. Mai desselben Jahres aufgenommen (Mitgliedsnummer 4.526.713), nachdem die 1933 verhängte Aufnahmesperre gelockert worden war. Ebenfalls im Jahr 1937 wurde Catel zum Mitglied der Leopoldina gewählt.
Im Jahr 1939 erschien das von Mitautor Catel herausgegebene, durch mehrere Folgeauflagen als Standardwerk der Pädiatrie geltende Buch Die Pflege des gesunden und kranken Kindes. Zugleich ein Lehrbuch der Ausbildung zur Säuglingspflegerin und Kinderkrankenschwester. Laut Catels Vorwort seien darin „viele Kapitel von großer und praktischer Bedeutung, so z. B. über Erb- und Rassenlehre, Volkspflege und Gesundheitswesen im Dritten Reich“, die „bisher entweder überhaupt nicht, oder zum mindesten nicht so ausführlich im Rahmen eines derartigen Lehrbuches dargestellt worden“ seien. Das Buch erschien nach 1945 unter verändertem Titel und in „neu bearbeiteten Ausgaben“, zuletzt in elfter Auflage 1977; alle Ausgaben im Thieme-Verlag und mit Catel als Herausgeber, Vorwortschreiber und Mitautor.
1939 baten Eltern aus Pomßen, die in der Literatur als Kressler oder Knauer bezeichnet werden, Catel einem ihrer Kinder den „Gnadentod“ zu gewähren. Das Kind war blind, ohne linken Unterarm und mit einem missgebildeten Bein geboren und in der Universitätsklinik vorgestellt worden. Catel diagnostizierte, dass das Kind „nie normal“ werde. Ein Bruder des Vaters riet, direkt an Adolf Hitler zu schreiben. Nach Darstellung eines Oberarztes von Catel, Erich Häßler, wurde dieser Rat von Catel selbst erteilt. Hitler entsandte Karl Brandt nach Leipzig. Catel wurde beauftragt, zu entscheiden, was zu tun sei; ihm wurde Straffreiheit zugesichert. Das Kind wurde am 25. Juli 1939 von Catel „eingeschläfert“, der Anfang der Kinder-„Euthanasie“ in Deutschland.
Wegen Bettenmangels an der Kinderklinik in der Leipziger Oststraße richtete er 1940 im Rahmen der von der Kanzlei des Führers in Auftrag gegebenen und vom „Reichsausschuß zur wissenschaftlichen Erfassung von erb- und anlagebedingten schweren Leiden“ gesteuerten Kindereuthanasie eine „Kinderfachabteilung“ in Leipzig-Dösen unter Leitung von Arthur Mittag, später auch an der Kinderklinik Leipzig ein. Dort tötete er Kinder, die er für hoffnungslos behindert hielt („lebensunwertes Leben“), nach dem Luminal-Schema von Hermann Paul Nitsche oder mit Scopolamin. Er war einer der drei T4-Gutachter, die über Leben oder Tod der von den Gesundheitsämtern des Reiches gemeldeten behinderten Kinder entschied. Nach der Zerstörung der Kinderklinik Oststraße am 4. Dezember 1943 belegte Catel unter anderem ein Gebäude in Klinga bei Leipzig. „Sonderzuwendungen“ des Reichsausschusses, die für Tötung von Kindern ausgezahlt worden sind – auch an die Schwester Isolde Heinzel, seine spätere zweite Ehefrau, belegen für das Jahr 1944, dass die Kinderfachabteilung – und somit die „Euthanasie“ – in der Ausweichstelle Leipzig-Dösen weitergeführt wurde.
1945 erfolgte die Vernichtung aller Akten, daher sind Zahlen schwer rekonstruierbar; schätzungsweise wurden in Leipzig bis Mai 1945 aber mindestens 500 Kinder erfasst und getötet. Catel war bewusst, dass seine Arbeit Teil des rassistischen Konzeptes der Nationalsozialisten war: 1945 gab er Anweisung, die rassistischen und zum Teil direkt antisemitischen Kapitel aus allen Exemplaren, derer man habhaft werden konnte, des von ihm herausgegebenen Standardwerkes für die Ausbildung zur Säuglingspflegerinnen und Kinderkrankenschwestern, Die Pflege des gesunden und kranken Kindes, herauszutrennen.
Nachweise über „Sonderzuwendungen“ des Reichsausschusses sowie Zeitzeugen-Aussagen belegen jedoch seine Schuld. Gegenwärtig muss von mindestens 500 in Leipzig getöteten Kindern ausgegangen werden.
Zu Catels Mitarbeitern an seiner Klinik gehörten neben Erich Häßler auch die Kinderärzte Friedrich Hartmut Dost, Johannes Oehme (1954 Dozent in Leipzig, 1956 Oberarzt der Universitäts-Kinderklinik in Marburg und 1961 Professor in Braunschweig), Lothar Weingärtner (1958 Lehrstuhlinhaber in Halle), Hans Christoph Hempel (1960 Habilitation in Leipzig, dann Chefarzt in Chemnitz) und Siegfried Liebe (1954 Professor in Erfurt, danach Direktor der Universitäts-Kinderklinik in Leipzig). Auch Catels Mitarbeiter Hans-Joachim Hartenstein, zuständig für die „Sonderbehandlung“, wurde nach 1945 Kinderarzt in Berlin und 1976 in München-Haar. Die ebenfalls für die „Sonderbehandlung“ zuständige Kinderärztin Hanna Uflacker erhielt eine Stelle beim Gesundheitsamt Hannover.

### Nachkriegszeit
1946 verließ Catel Leipzig, wurde 1947 in Wiesbaden im Spruchkammerverfahren als „unbelastet“ eingestuft und 1949 in Hamburg vom Entnazifizierungsausschuss entlastet. Von 1947 bis 1954 leitete er als Chefarzt die Tuberkulose-Kinderheilstätte Mammolshöhe in der Nähe von Königstein im Taunus. Hier unternahm er an tuberkulosekranken Kindern und jungen Erwachsenen ein Experiment mit dem nicht zugelassenen Präparat TB I 698 (Thiosemicarbazone) sowie ein Ernährungsexperiment mit geringen Vitamin-C-Gaben. Dabei kam es zu mindestens vier Todesfällen.
1954 wurde Catel Professor für Kinderheilkunde an der Universität Kiel. Die Tötung unheilbar behinderter Kinder hat er gerechtfertigt und jede Schuld geleugnet. Im Stasi-Archiv wurden inzwischen Briefe von Catel gefunden, die seine Tätigkeit bei der Euthanasie belegen.
Aufgrund des öffentlichen Drucks wurde er 1960 vorzeitig emeritiert. Noch 1964 behauptete er, dass es jedes Jahr fast 2000 „vollidiotische“ Kinder gebe, die wegen ihrer Fehlbildungen oder Behinderungen getötet werden sollten, und bezeichnete sie zudem als „Monstren“.
Er vermachte sein Vermögen der Universität Kiel mit der Bedingung, eine „Werner-Catel-Stiftung“ für experimentelle und naturwissenschaftliche Forschung zu gründen. Erst nach massivem Protest seitens der Studierenden und öffentlichem Druck hat die Universität drei Jahre nach seinem Tod dieses Ansinnen abgelehnt. Die Universität hatte noch in ihrer Todesanzeige im Jahr 1981 geschrieben, Catel habe „in vielfältiger Weise zum Wohle kranker Kinder beigetragen“. Lange wurde universitätsintern darüber diskutiert, wie mit der nationalsozialistischen Vergangenheit Catels umgegangen werden sollte. Es kam wiederholt zu Protesten wegen seines Porträts, das unkommentiert in einem Flur der Kinderklinik in Kiel hing. Am 14. November 2006 einigte sich der Senat schließlich auf einen erklärenden, kritischen Text, der dem Bild seitdem beigestellt ist.
Nach Catel ist das Catel-Manzke-Syndrom benannt.
In dem Roman Frohburg von Guntram Vesper wird der Erzähler von Catel behandelt. Auch im Roman E. oder Die Insel von Francis Nenik spielt Werner Catel eine wichtige Rolle. Nenik rekonstruiert dabei unter anderem Catels Verbindungen zu zahlreichen Wissenschaftlern der Universität Leipzig während der Zeit des Nationalsozialismus.
Anfang 2020 wurde bekannt, dass der Landeswohlfahrtsverband Hessen (LWV) eine Studie über Catels Menschenversuche auf der Mammolshöh in Auftrag gegeben hat. Die Ergebnisse der am Institut für Geschichte, Theorie und Ethik der Medizin der Universität Gießen erstellten Studie von Hans-Walter Schmuhl und Karsten Wilke liegen inzwischen vor, sind aber noch nicht veröffentlicht. In einer Vorabmeldung teilte der LWV mit, dass die Studie zu dem Ergebnis gekommen sei,

„dass Catel zusammen mit dem Labormediziner Dr. Gerhard Domagk mit einer Versuchsreihe zur Erprobung eines neu entwickelten Präparats zur Chemotherapie der Tuberkulose begann. Das dabei verabreichte Medikament TB I 698, das später nur für Erwachsene als Conteben auf den Markt kam, habe bei mindestens vier Kindern zum Tod geführt.
Zudem erfasst das Forschungsprojekt die Faktoren, welche die unethischen, teilweise tödlichen Medikamentenversuche überhaupt erst möglich gemacht haben. „Die Vorgänge rund um die Versuchsreihe – und damit auch der Tod von mindestens vier Kindern – wurden im Zusammenhang mit einer von Verschweigen, Verleugnen, Verharmlosen, Verzerren und Verdrehen der historischen Fakten geprägten Neuerfindung der Biografie Catels umgedeutet“, so ein Fazit der Forscher. Ärzte, Pharma-Unternehmen und die Gesundheitsbürokratie akzeptierten und deckten die Versuche. „Die ethische Bedenkenlosigkeit zahlreicher Verantwortlicher, die diese Studie zutage gefördert hat, ist erschreckend“, zeigt sich Dr. Andreas Jürgens, Erster Beigeordneter des LWV Hessen, erschüttert.“

Der Heimatverein Mammolshain scheint bis heute von diesen Erkenntnissen wenig beeindruckt zu sein. Auf sener Webseite über die Mammolshöhe zitiert er ausführlich und unkritisch Äußerungen von Catel über seine Arbeit vor Ort und stellt fest, dass dieser „das von Gerhard Domagk entwickelte Thiosemikarbazon mit Erfolg eingesetzt“ habe. Völlig geheuer war es den Autoren der Webseite aber offenbar dennoch nicht, denn sie verweisen kommentar- und begründungslos auf den Wikipedia-Artikel über Catel und eine Seite zu den Euthanasie-Morden im Rahmen der Aktion T4.

## Schriften (Auswahl)
- Normale und pathologische Physiologie der Bewegungsvorgänge im gesamten Verdauungskanal. 2 Bände. Thieme, Leipzig 1936/1937.
- (Hrsg.) Die Pflege des gesunden und kranken Kindes. Zugleich ein Lehrbuch der Ausbildung zur Säuglingspflegerin und Kinderkrankenschwester. Thieme, Leipzig 1939; 9. Auflage: Thieme, Stuttgart 1967; 10. Auflage: Das gesunde und das kranke Kind. Ein Lehrbuch für die Kinderkrankenschwester. Thieme, Stuttgart 1972; 11. Auflage 1977.
- (Mithrsg.) Diagnostisch-therapeutisches Vademecum für Studierende und Ärzte. Ab 30. Auflage. Bart, Leipzig 1940.
- Differentialdiagnostische Symptomatologie von Krankheiten des Kindesalters. Klinische Vorlesungen. Thieme, Leipzig 1944; 2. Auflage: Thieme, Stuttgart 1951; 3., völlig neubearbeitete und erweiterte Auflage: Differentialdiagnose von Krankheitssymptomen bei Kindern und Jugendlichen. 3 Bände. Thieme, Stuttgart 1961–1964.
- Grundlagen und Grenzen des naturwissenschaftlichen Weltbildes. Enke, Stuttgart 1948.
- Vorlesungen über die Tuberkulose des Kindes und Jugendlichen. Thieme, Stuttgart 1950; 2., völlig neu bearbeitete Auflage: Lehrbuch der Tuberkulose des Kindes und des Jugendlichen. 1954.
- Grenzsituationen des Lebens. Beitrag zum Problem der begrenzten Euthanasie. Glock und Lutz, Nürnberg 1962.
- Leidminderung richtig verstanden. Glock und Lutz, Nürnberg 1966.
- Leben im Widerstreit. Bekenntnisse eines Arztes. Glock und Lutz, Nürnberg 1974.
- Medizin und Intuition. Versuch einer Analyse. Thieme, Stuttgart 1979.